# یلنیا
شهر یلنیا (به روسی: Ельня) در کشور روسیه و در اوبلاست اسمالنسک واقع شده‌است.